# Mykolas Alekna
Mykolas Alekna (28 september 2002) is een Litouwse atleet die zich heeft gespecialiseerd in het discuswerpen. Hij is sinds 2024 wereldrecordhouder in deze discipline. Op zijn negentiende won hij zilver op de wereldkampioenschappen in Eugene en was daarmee de jongste discuswerper ooit die op een WK een medaille behaalde. Datzelfde jaar werd hij in zijn specialiteit de jongste Europees kampioen ooit, waarbij hij al doende tevens het kampioenschapsrecord bijstelde. Hij nam eenmaal deel aan de Olympische Spelen en dat leverde hem een zilveren medaille op. 

## Biografie
Alekna veroverde zijn eerste internationale titels in 2021. Hij was nog achttien, toen hij eerst in juli Europees kampioen U20 in Tallinn werd, een maand later gevolgd door de wereldtitel U20 in Nairobi. Daar won hij met de 1,75 kg wegende discus met een worp van 69,81 m, een kampioenschapsrecord.
Zijn eerste internationale titel bij de senioren won Alekna bij de Europese kampioenschappen van 2022. Een maand eerder had hij bij de WK in Eugene de zilveren medaille veroverd. Een jaar later op de WK in Boedapest pakte hij het brons.
Op 14 april 2024 gooide Alekna het wereldrecord van 74,35 m. Het vorige record van 74,08 m had sinds 1986 op naam gestaan van de Oost-Duitser Jürgen Schult. Door deze prestatie kwam hij vier maanden later op de Olympische Spelen van Parijs dus als de grote favoriet voor goud aan de start. In de finale bij het discuswerpen plaatste hij zich, geheel volgens de verwachtingen, bij zijn tweede poging met 69,97 m aan de leiding. In de vierde ronde werd hij echter verrast door de Jamaicaan Rojé Stona, die hem met een worp van 70,00 m met een luttele drie centimeter overtroefde. Die aanval wist Alekna niet meer te pareren en dus werd het niet goud, maar zilver voor de Litouwer.
Op 13 april 2025 keerde Alekna terug naar hetzelfde grasveldje in Ramona (Oklahoma) waar hij een jaar eerder het wereldrecord discuswerpen had verbeterd. Dit keer wierp hij twee keer nog verder en verscherpte hij het record tot 75,56 m.
Alekna is de zoon van tweevoudig olympisch kampioen discuswerpen Virgilijus Alekna. Zijn broer Martynas is eveneens discuswerper.

## Nationale en internationale kampioenschappen
| Onderdeel    | Titel                 | jaar       |
| ------------ | --------------------- | ---------- |
| Discuswerpen | Europees kampioen     | 2022       |
| Discuswerpen | Europees kampioen U23 | 2023       |
| Discuswerpen | Wereldkampioen U20    | 2021       |
| Discuswerpen | Europees kampioen U20 | 2021       |
| Discuswerpen | Litouws kampioen      | 2022, 2023 |

## Persoonlijke records
Outdoor
| Onderdeel    | Prestatie | Datum         | Plaats            |
| ------------ | --------- | ------------- | ----------------- |
| discuswerpen | 75,56 m   | 13 april 2025 | Ramona (Oklahoma) |

## Belangrijkste prestaties (discus)

### Kampioenschappen
| Jaar | Wedstrijd | Plaats | Afstand (meter) |
| ---- | --------- | ------ | --------------- |
| 2021 | NK        | Brons  | 63,52           |
| 2021 | EK U20    | Goud   | 68,00*          |
| 2021 | WK U20    | Goud   | 69,81*          |
| 2022 | NK        | Goud   | 69,00           |
| 2022 | WK        | Zilver | 69,27           |
| 2022 | EK        | Goud   | 69,78           |
| 2023 | NK        | Goud   | 69,30           |
| 2023 | EK U23    | Goud   | 68,34           |
| 2023 | WK        | Brons  | 68,85           |
| 2024 | EK        | Brons  | 67,48           |
| 2024 | OS        | Zilver | 69,97           |

- geworpen met een discus van 1,75 kg.

### Diamond League overwinningen
| Datum       | Wedstrijd                                               | Afstand |
| ----------- | ------------------------------------------------------- | ------- |
| 19 mei 2024 | Meeting International Mohammed VI d'Athlétisme de Rabat | 70,70 m |
| 30 mei 2024 | Bislett Games                                           | 70,91 m |
| 2 juni 2024 | Stockholm Bauhaus Athletics                             | 68,64 m |

## Onderscheidingen
- Litouws NOC: Beste sporter van het jaar in de olympische sporten - 2022

- World Athletics: 14841124